# 选角
在戏剧、电影或电视等表演艺术行业中，选角是指導演为尋找適合出演剧本中的特定角色而從已出道的演员、舞者、歌手或其他藝人中挑選演員的过程。选角時導演可能會先閱覽數千張由經紀人提供的演員照片。 